# Copa del Generalísimo de hockey sobre patines 1946
La Copa del Generalísimo de hockey sobre patines de 1946 fue la tercera edición de la Copa del Generalísimo de este deporte. Se jugó en Gerona desde los cuartos de final hasta la final. Se disputó desde el 2 al 5 de mayo de 1946 y el campeón fue el Reus Ploms. El Torneo de Consolación entre los perdedores de los cuartos de final fue ganado por el subcampeón aragonés, el Iris. 

La final fue aplazada en dos ocasiones a causa de la fuerte lluvia y se disputó una prórroga para dilucidar el campeón.

## Equipos participantes
Los 8 equipos que disputaron esta edición fueron:
- Aragón: Delicias e Iris.
- Cataluña: Cerdanyola, Girona, Reus Ploms y Sabadell.
- Galicia: Liceo Monelos.
- Valencia: SEU Valencia>

## Cuartos de final
| Fecha     | Ganador     | Perdedor      | Resultado |
| --------- | ----------- | ------------- | --------- |
| 2 de mayo | RCD Español | Iris          | 7-3       |
| 2 de mayo | Sabadell    | Delicias      | 4-2       |
| 2 de mayo | Reus Ploms  | Liceo Monelos | 14-2      |
| 2 de mayo | Girona      | SEU Valencia  | 18-4      |

## Semifinales
| Fecha     | Ganador     | Perdedor | Resultado |
| --------- | ----------- | -------- | --------- |
| 4 de mayo | Reus Ploms  | Sabadell | 7-4       |
| 4 de mayo | RCD Español | Girona   | 10-2      |

## Final
| Fecha     | Campeón    | Subcampeón  | Resultado            |
| --------- | ---------- | ----------- | -------------------- |
| 5 de mayo | Reus Ploms | RCD Español | 6-3 (prórroga) (3-3) |

Campeón: CLUB NATACIÓ REUS PLOMS